# 考卡河

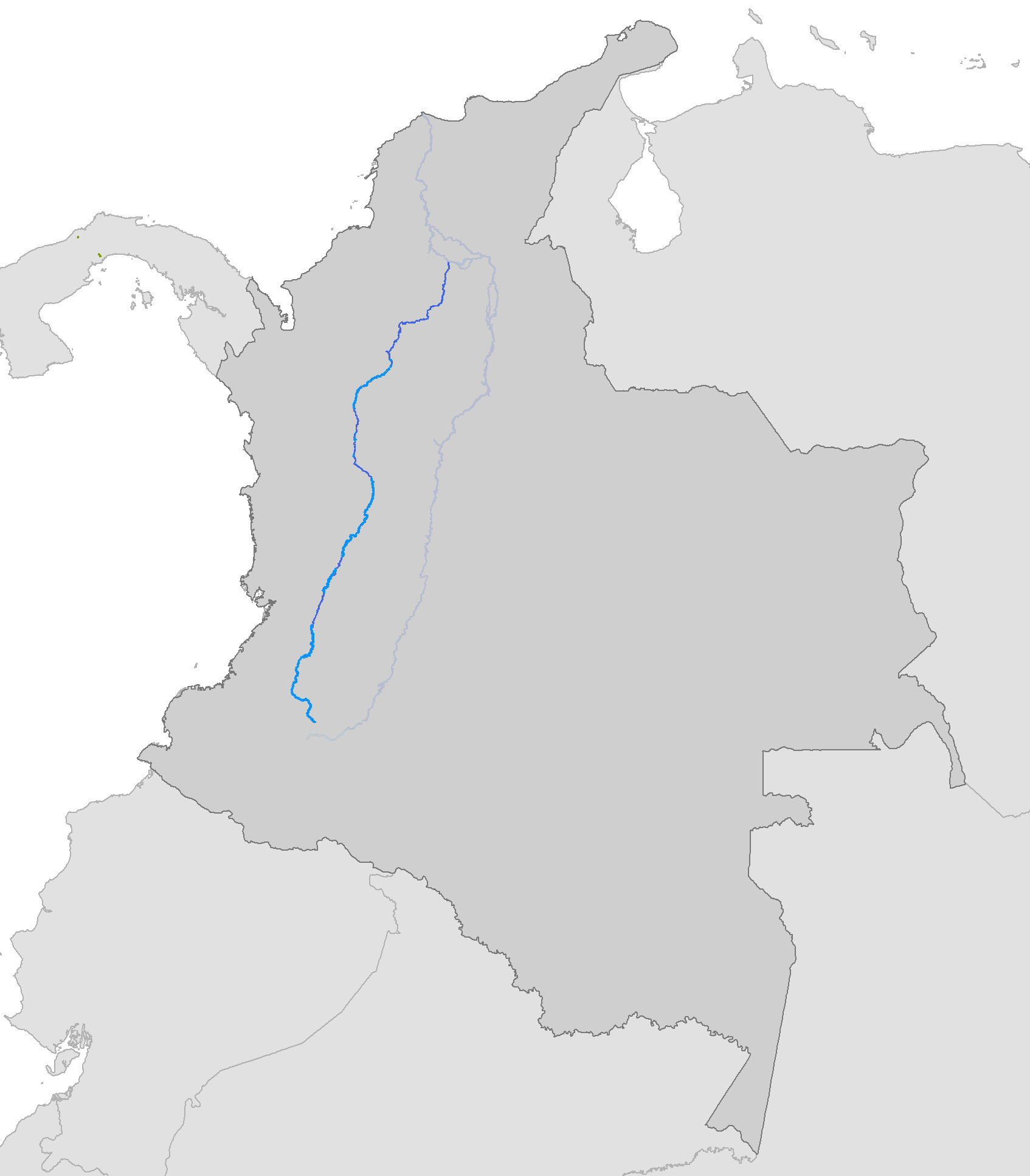
考卡河在哥倫比亞的位置以藍線標示

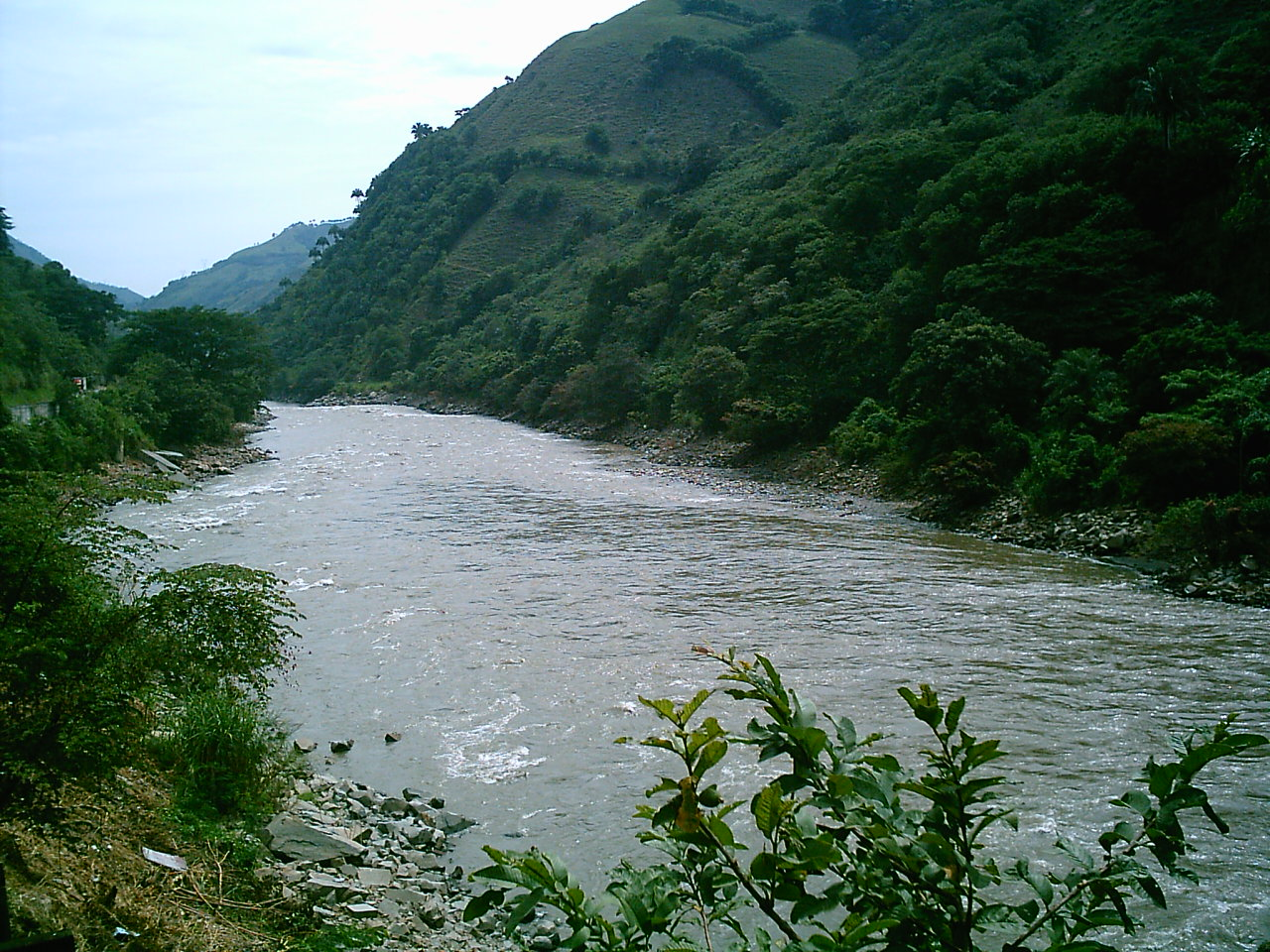

考卡河（西班牙語：Río Cauca）是哥倫比亞西部的河流，全長1,349公里，集水區面積約63,300平方公里，最終在聖克魯斯德蒙波斯以南注入馬格達萊納河。

## 外部連結
- （西班牙文） Corporación Regional del Cauca （页面存档备份，存于）
- （西班牙文） Corporación Autonoma Regional del Valle del Cauca （页面存档备份，存于）
- Río Cauca位于GEOnet名称服务的结果

8°54′N 74°28′W / 8.900°N 74.467°W